# Róbert Kunst
Róbert Kunst (28. dubna 1885 Bardejov – 4. prosince 1974 Bardejov) byl československý politik a meziválečný poslanec Národního shromáždění za Československou sociálně demokratickou stranu dělnickou, později za Komunistickou stranu Československa a nakonec za Neodvislou stranu komunistickou v ČSR.

## Biografie
Podle údajů k roku 1921 byl profesí bednářem v Bardejově. Účastnil se sjezdu sociálně demokratické levice v Lubochni.
Po parlamentních volbách v roce 1920 se stal poslancem Národního shromáždění. Mandát ale získal až dodatečně v roce 1920 jako náhradník poté, co poslanec Štefan Feczko nezískal osvědčení pro poslanecký post. Zvolen byl za Československou sociálně demokratickou stranu dělnickou, v průběhu volebního období přešel do nově vzniklé KSČ. V září 1925 pak odešel z poslaneckého klubu KSČ a přestoupil do klubu Neodvislé strany komunistické v ČSR, která vznikla okolo stoupenců Josefa Bubníka od KSČ.